# UWC México 48
UWC México 48: Gordillo vs. De Paula fue un evento de artes marciales mixtas producido por Ultimate Warrior Challenge México, que se llevó a cabo el 29 de septiembre de 2023 en el Entram Gym de Tijuana, Baja California, México.